# Merinó juh

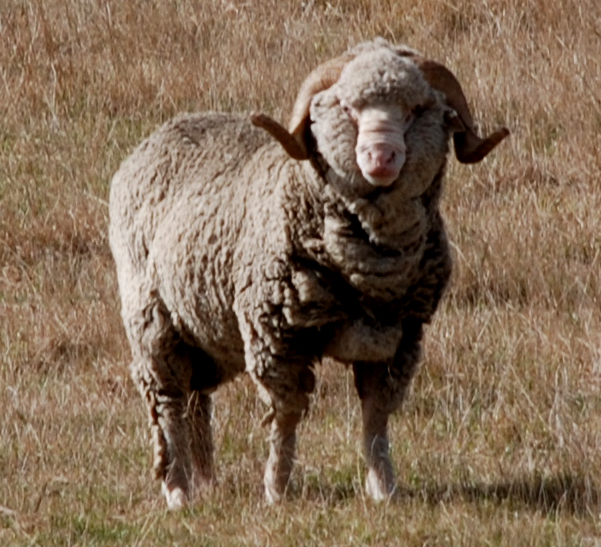
Új-Zélandi merinó kos

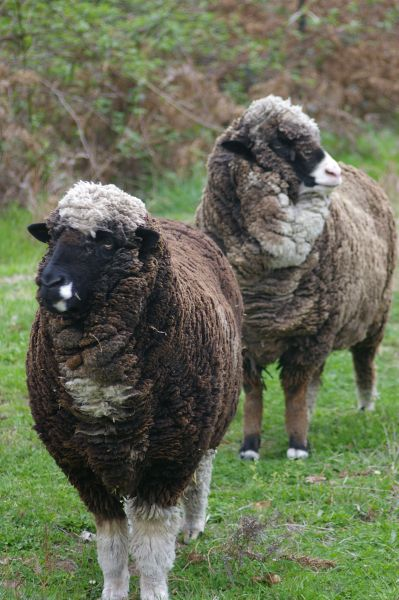
Merinó pár

A merinó juh egy a Nyugat-Ázsia hegyvidékéről származó juhfajta, amelyet a legnemesebb gyapjútermelő juhnak tartanak világszerte.

## Eredete
A merinó juh ősét feltételezések szerint a VIII. században hozták be Afrikából Európába, de valószínűbb az, hogy a merinók Nyugat-Ázsia, pontosabban Irán hűvös és száraz hegyvidékéről származnak és innen kerültek Spanyolországba. A tenyésztés során a tenyésztők legfontosabb célja az volt, hogy egy értékes gyapjútermelő típus alakuljon ki, egy olyan juhfajta jöjjön létre, amelyben az állat elveszíti felszőrét, ami akadályozta a fonalkészítést, és csak a pehelyszőrök maradjanak meg, amiből azután jó minőségű fonal, gyapjú keletkezhet.
Ezt két tenyésztési iránnyal oldották meg. Az egyiknek az eredménye a Spanyolországból származó merinó fajta, amelyen sikerült lágy, finomszállú, egyenletes bundát kapni, a másik irányú fejlődésben – egyes angliai fajtákon – a felszőr eltüntetésével párhuzamosan a pehelyszőr meghosszabbodott és erősebb szálú lett. A merinó-fajták ősei feltehetőleg Kis-Ázsiából kerültek a föníciaiak révén Hispániába, ott tenyésztették tovább őket.
Az így kialakult juhfajtát azután különös gonddal tenyésztették tovább a mórok, akik 711-től 1492-ig uralták az Ibériai-félszigetet és élénk szövőipart és kereskedelmet tartottak fenn. A merinónyájak a legbecsesebb vagyontárgyaknak számítottak a főurak és az egyház számára. Ekkor hozták létre a legnagyobb nyájak birtokosai a „Mesta” nevű egyesületet, amely privilégiumot élvezett a királyoktól a legeltetés helyére, utak kijelölésére nézve 1858-ig. Spanyolországban annyira becsesek voltak a juhnyájak, hogy az országból való kivitelük halálbüntetéssel járt.
A XVIII. században azonban mégis eljutottak a juhok Európa más országaiba is, így 1723-ban Svédországba, 1752-ben Franciaországba vittek ki spanyol juhokat. 1765-ben Szászországban Xaver választófejedelem vetette meg a merinó-tenyésztés alapjait, a Habsburg-birodalomban pedig Mária Terézia. 1782-ben XVI. Lajos Franciaországba, 1785-ben Nagy Frigyes Poroszországba importál egy-egy nagyobb juhnyájat.
XIV. Lajos francia király a Rambouillet uradalomban a hasonló nevű fajta tenyésztését indította meg. Angliába 1791-ben vittek be merinó-juhokat, de az ottani éghajlat ezeknek nem kedvezett, ezért a helyi fajtákkal keresztezték azokat.
A merinó fajta tehát megvetette a lábát Európában és egyes helyeken a kevésbé finomgyapjas juhok nemesítésére használták fel. A keresztezésekből pedig új fajták keletkeztek. A tenyésztés azután elindult más földrészeken is, mint Dél-Afrikában, Dél-Amerikában, Ausztráliában. A legrohamosabb fejlődés Ausztráliában volt tapasztalható, de a juhok számára a legelő területek biztosítsa hozzájárult az őslakosok üldöztetéseihez. Magyarországon is nagyon népszerű a merinó fajta, jelenleg is több merinó hasznosítású típust tartanak a gazdák.

## Fajtacsoportok
A merinófajtán belül megkülönböztetünk:
- Posztógyapjas merinókat
- Fésűsgyapjas merinókat
  - Francia fésűsmerinó (rambouillet merinó)
  - Ausztrál merinó
  - Magyar merinó
- Húsmerinókat
  - Francia húsmerinó
  - Német húsmerinó
  - Landschaf merinó

## Megjelenése
Az egyes merinófajták közti különbségek a tenyészirány függvényében változnak. A merinó juhok feje és lába a parlagi juhokkal ellentétben rövid, termetük zömök. Nyakuk középhosszú, a mar mérsékelten magas, hátuk, ágyékuk széles. A mellkasuk mély a far pedig közepes. A merinófajták közös jellemzője a közös származás, a finom folyamatosan növő gyapjú. A gyapjú színe ezüst és fehér, nemes fényű, a bunda tömött. A bőr magas faggyútartalma a bundát zsírossá teszi, ez védi a gyapjúszálakat.

## Gazdasági haszna
Mivel a merinó juh kiváló minőségű gyapjúval rendelkezik, korábban ez volt a tenyésztési oka fajtának. Ma már inkább a hús és a tejtermelés került előtérbe, mivel a gyapjútermelés a magas árak miatt nem gazdaságos.

## Képek
|  |  |  |